# Муниципальное образование «Курумчинский»
Муниципальное образование «Курумчинский» — муниципальное образование со статусом сельского поселения в 
Баяндаевском районе Иркутской области России. Административный центр — Загатуй.

## Демография
По результатам Всероссийской переписи населения 2010 года 
численность населения муниципального образования составила 1466 человек, в том числе 721 мужчина и 745 женщин.

## Населенные пункты
В состав муниципального образования входят населенные пункты
- Загатуй
- Бахай 1-й
- Наумовка
- Ныгей
- Хандабай
- Хатар-Хадай
- Хиней[2]